# Ophthalmoblysis croesus
Ophthalmoblysis croesus là một loài bướm đêm trong họ Geometridae.